# Europarådet
Europarådet (engelska: Council of Europe, CoE, franska Conseil de l'Europe, CdE) är en mellanstatlig europeisk samarbetsorganisation med 46 medlemsstater, bildad 1949 med säte i Strasbourg. Organisationen är en kompletterande verksamhet helt separat från Europeiska unionen (EU) och innefattar fler europeiska länder än denna. Rådet arbetar i huvudsak med att främja demokrati, mänskliga rättigheter och rättsstatsutveckling. Europarådet har ett nära samarbete med Organisationen för säkerhet och samarbete i Europa (OSSE) och med FN:s ekonomiska kommission för Europa (ECE).
Europarådet ska inte förväxlas med vare sig Europeiska rådet, som utgörs av stats- eller regeringscheferna i Europeiska unionens medlemsstater, eller Europeiska unionens råd, som är EU:s ena lagstiftande institution.

## Historia

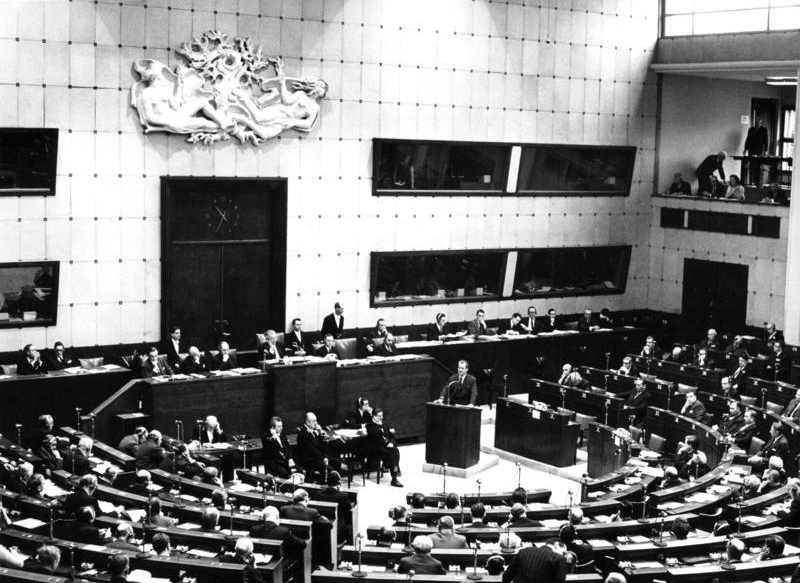
Den parlamentariska församlingen tidigare plenisal, 1967

Europarådet skapades under en instabil period i världshistorien, nämligen då Europa precis lämnat andra världskriget bakom sig. Utan att egentligen hinna hämta andan drogs kontinenten in i det kalla krig som successivt byggts upp mellan Sovjetunionen och USA. Europa var på nytt delat; denna gång mellan öst och väst. Det var mot bakgrund av dessa ansträngda internationella förhållanden som skapandet av Europarådet tog fart.
I ett tal av Winston Churchill vid Zürichs universitet den 19 september 1946 uppmanades Europa till att enas i ett Europas förenta stater. Ett första steg i denna riktning skulle, enligt Churchill, vara skapandet av ett Europaråd. Bildandet av en europeisk organisation var inte en ny idé, utan en idé som hade funnits hos många framstående européer sedan slutet av 1800-talet. Istället var det periodens omständigheter som gjorde just detta tillfälle till det mest passande att göra verklighet av idén. Ledarna och folket i Europa ville förhindra att något lika fruktansvärt som det som hade skett under andra världskriget skulle kunna ske igen. Det bästa sättet att göra detta på var att kollektivt värna om de mänskliga rättigheterna. Till följd av Churchills tal anordnades en kongress i Haag den 7–10 maj 1948 för alla de som var intresserade av ett enat Europa. Winston Churchill blev tillfrågad om att vara hedersordförande och 18 europeiska länder närvarade. Diskussionerna under kongressen visade på en tydlig splittring mellan de stater som efterfrågade en europeisk federalistisk stat och de stater som föredrog ett mellanstatligt samarbete. Denna splittring skulle fortsätta långt in i Europas historia, och närvarar lika tydligt idag vid diskussioner om europeiska samarbeten. Efter kongressen i Haag lades det fortsatta ansvaret för skapandet av en europeisk organisation på de enskilda europeiska staterna. Långdragna förhandlingar hölls mellan staterna och avslutades med en ministerkonferens den 3–5 maj 1949. Den 5 maj 1949 skrev slutligen de tio första länderna under Europarådets stadgar och därmed också dess inrättande. Sverige var ett av dessa tio ursprungsländer. Ytterligare ett fåtal länder anslöt sig kort efter inrättandet och Europarådet beslutade att lämna platser tomma så att dessa skulle kunna fyllas ut av länder från både Central- och Östeuropa i ett senare skede. Målet var redan från början att organisationen skulle ha paneuropeisk karaktär.

Europeiska flaggan används av Europarådet tillsammans med EU.

Europarådets fokusområden vid sitt skapande var mänskliga rättigheter, kultur och utbildning, lokalt styre och sociala och juridiska samarbeten. Den första konventionen som antogs i Europarådet var den Europeiska konventionen om skydd för de mänskliga rättigheterna och de grundläggande friheterna, idag mer känd som Europakonventionen eller EKMR. Skaparna av Europakonventionen var fast beslutna att aldrig mer låta en stat gömma sig bakom sin suveränitet för att undgå ansvar för brott mot mänskligheten. I samband med antagandet av konventionen inrättades även Europadomstolen med, unikt för Europarådet, den individuella klagorätten mot staten. Det fanns en tydlig politisk vilja att skapa ett nytt internationellt redskap för mänskliga rättigheter tillsammans med en överstatlig domstol. Något som hade manifesterats redan under Haagkongressen. Det föll sig därför naturligt att detta blev organisationens första steg. Även inom kulturområdet antogs kort därefter den Europeiska kulturkonventionen. Dessa utgjorde tillsammans Europas första multilaterala bestämmelser. Sedan dess har ett stort antal konventioner inom flera områden tillkommit.
Några år efter sitt skapande var Europarådet inte längre den enda europeiska organisationen. Europeiska frihandelssammanslutningen, NATO och Europeiska kol- och stålgemenskapen (som senare skulle utvecklas till EU) var några av de organisationer som tillkommit. Detta var början till en förvirring för det enade Europa: Hur skulle alla dessa europeiska organisationer samarbeta och vilken roll skulle Europarådet spela i det hela? Att Europarådet inledningsvis skulle ta den ledande rollen var naturligt eftersom organisationen representerade det större Europa med sina 15 medlemsstater i jämförelse med Europeiska kol- och stålgemenskapens sex medlemsstater. När EU senare kom att utvidgas till fler medlemsstater och skillnaden mellan det stora och det lilla Europa blev nästintill obefintlig, hamnade Europarådet i en form av identitetskris. Risken för överlappning mellan organisationerna var stor och det faktum att de två organisationernas parlamentariska församlingar delade samma lokal gjorde inte förvirringen mindre hos gemene man. 
Under denna tid präglades Europarådet mycket av sina ansträngningar att hitta sin specifika nisch bland alla de europeiska samarbetena. Efter en del utredningar gjorda av särskilt utsedda arbetsgrupper kom Europarådet fram till att de områden som de skulle prioritera tvunget var de områden som EU inte rådde på. Europarådet valde därför att koncentrera sitt arbete på skyddet och värnandet av de mänskliga rättigheterna och på det geografiskt större Europa, särskilt Östeuropa. Detta innebar i sin förlängning att Europarådet utvecklades till att bli en plattform för dialog mellan Västeuropa och Östeuropa, samtidigt som de mänskliga rättigheterna och Europadomstolens praxis fortsatte att utvecklas och växa.
I den tid som följde gick Europarådet från 23 medlemsstater till 47 medlemsstater efter anslutning av de flesta öststater, forna sovjetstater, balkanstater och ett antal mikrostater. Målet som hade funnits sedan dess skapande om att bli en paneuropeisk organisation hade uppnåtts. Detta har dock inte kommit helt utan konsekvenser. Från att inledningsvis ha varit en organisation enbart för demokratier, har Europarådet under sin senare tid fått ändra sin inställning till att istället utgöra en skola för demokrati. Organisationen inrymmer idag ett antal medlemsstater med tveksamma demokratiska förhållanden och organisationen har tidvis kritiserats för att legitimera dessa länder genom att inte ifrågasätta deras medlemskap. Med den nya inriktningen kom även skapandet av nya institutioner så som Europarådets kommissionär för mänskliga rättigheter och Venedigkommission tillsammans med nya övervakningsfunktioner för att på ett bättre sätt kunna möta organisationens nya uppgifter. I och med Europarådets ändrade funktion har Europadomstolen fått en allt viktigare roll och det är ofta domstolen, snarare än Europarådet, som allmänheten känner till.
Den 25 februari 2022 suspenderades Ryssland i Europarådet som en konsekvens av Rysslands invasion av Ukraina 2022. Ryssland kvarstod dock som medlemsstat. Den 16 mars upphörde Rysslands medlemskap.

## Institutioner
Europarådets främsta organ är Europarådets ministerkommitté, Europarådets parlamentariska församling, Europarådets kommunalkongress, Europadomstolen för mänskliga rättigheter, Europarådets kommissionär för mänskliga rättigheter och INGO-konferensen (International Non-Governmental Organisations). Europarådets säte är i Strasbourg.
Europarådets ministerkommitté är Europarådets beslutsfattande organ och består av en representant från varje medlemsstat. Ministerkommittén är ett forum där medlemsstaterna på jämlika grunder formulerar lösningar på utmaningar som rör organisationens verksamhetsområden, och övervakar även implementeringen av Europadomstolen för mänskliga rättigheter domar i medlemsstaterna.
Europarådets parlamentariska församling (PACE) arbetar med frågor som röra hela organisationen, och utgörs av politiskt tillsatta representanter från medlemsstaternas nationella parlament. Parlamentet har  636 ledamöter (318 ordinarie och 318 suppleanter).
Europarådets kommunalkongress arbetar med demokratisk utveckling mellan medlemsstaterna på lokal och regional nivå, och består av regionalpolitiker från medlemsstaterna.
Europarådets mest kända organ är Europadomstolen för mänskliga rättigheter, som kontrollerar att medlemsstaterna efterlever Europakonventionen.
Europarådets kommissionär för mänskliga rättigheter är en oberoende institution inom Europarådet óch har bland annat i uppdrag att bidra till att de mänskliga rättigheterna efterlevs i medlemsstaterna.
INGO-konferensen representerar civilsamhället i Europarådet och består av icke-statliga organisationer som på det här sättet kan delta i Europarådets arbete. Det är den enda sammansättningen av icke-statliga organisationer som på ett institutionaliserat sätt kan delta i en internationells organisations arbete.

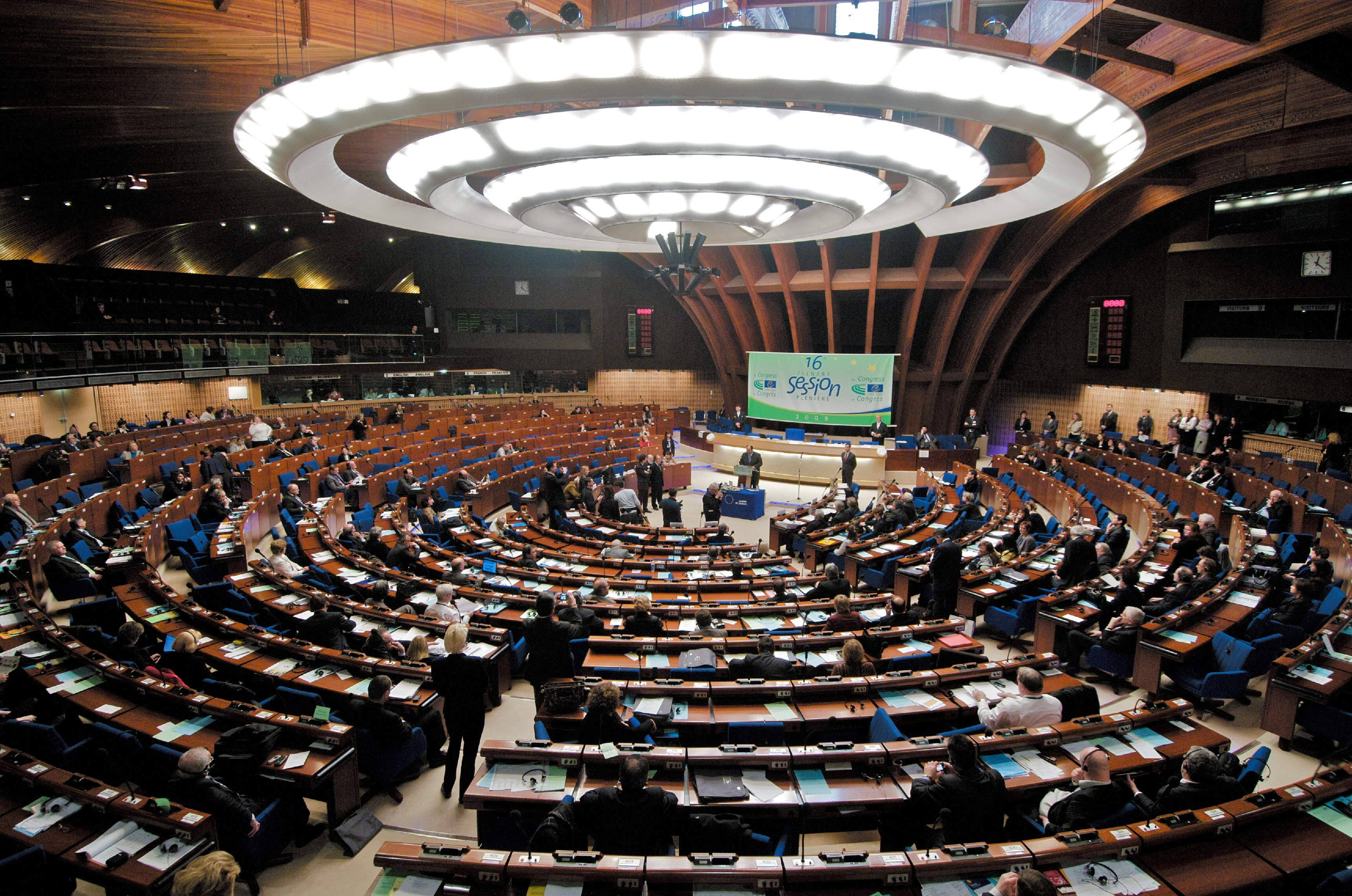
Den parlamentariska församlingens plenisal, som även användes av Europaparlamentet fram till 1999.

## Organisation
Europarådets sekretariat består av drygt 2 100 anställda och leds av generalsekreteraren, som väljs av Europarådets parlamentariska församling och Europarådets ministerkommitté på en mandatperiod om fem år. Generalsekreteraren och tjänstemännen i sekretariatet är internationella tjänstemän vilket innebär att de inte företräder sina respektive stater i Europarådet utan har lojalitet mot organisationen som sådan. Sekretariatet är indelat i ett antal direktorat som informerar, rapporterar och assisterar Europarådets övriga organ för att möten och förhandlingar ska fungera problemfritt. Sekretariatet finns till hands för att förklara och vidare utveckla de dokument som distribuerats till medlemsstaterna och är behjälpliga till ordföranden i framtagandet av kompromissförslag.
Europarådets sammanlagda budget uppgår till ca 400 miljoner euro per år, varav den ordinarie budgeten ligger på ca 235 miljoner euro och resten utgörs av olika projekt som är särskilt finansierade.
Inom Europarådet sker ofta samarbetet mellan medlemsstater genom expertmöten. Under sådana möten förhandlar nationella experter fram förslag till beslut i olika frågor, vilket sedan antas i Europarådets ministerkommitté. Den här typen av expertmöten finns på flera olika verksamhetsområden, bland annat för mänskliga rättigheter, reformarbete av domstolen och demokratifrågor. Det är vanligen i expertgrupperna som Europarådets många konventioner arbetas fram.

## Verksamhet

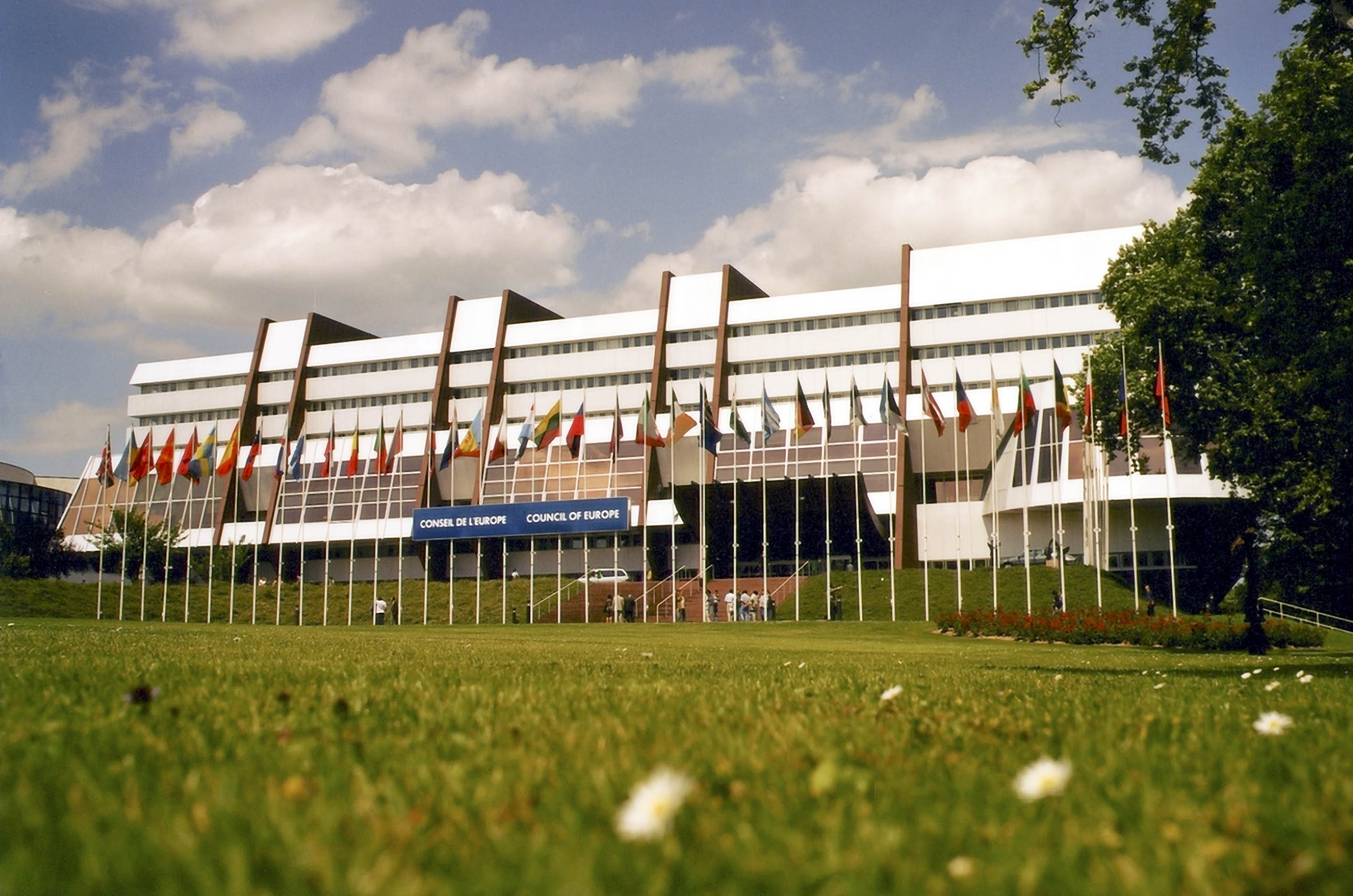
Europarådets byggnad

Europarådets kärnverksamhet består av mänskliga rättigheter, demokratiutveckling och rättsstatsprinciper (rule of law). Europarådet arbetar också med många andra områden, som avskaffandet av dödsstraff, jämställdhet, skydd av barns rättigheter, valövervakning och kvalitetskontroll av sjukvård och mediciner.
Europarådet utgör ofta ett första steg i internationellt samarbete i Europa och har satt flera standarder som används för senare processer. Till exempel krävs det att en stat har skrivit under den Europeiska kulturkonventionen för att kunna delta i Bolognaprocessen. En stat måste också vara medlem i Europarådet för att kunna få kandidatstatus till EU.
En stor del av Europarådets verksamhet bygger därför på att ta fram olika internationella konventioner som medlemsstaterna och andra sedan kan ansluta sig till. En konvention brukar förhandlas fram i den eller de expertgrupper som ansvarar för det sakområde till vilket konventionen hör och antas slutligen av Europarådets ministerkommitté. Den mest kända är Europakonventionen för mänskliga rättigheter, men Europarådet har även flera andra konventioner som kring mänskliga rättigheter, t.ex. den Europeiska sociala stadgan och Europarådets ramkonvention om nationella minoriteter. Även Venedigkommissionen som hjälper stater med konstitutionella reformer har en omfattande verksamhet. Flera av konventionerna har även övervakningsmekanismer, som ska granska om medlemsstaterna lever upp till sina åtaganden.
Övriga konventioner och verksamhet i Europarådet är bland annat:
- Europeiska kommittén till förhindrande av tortyr och omänsklig eller förnedrande behandling eller bestraffning
- Istanbulkonventionen (om våld mot kvinnor)
- Konventionen om mänskliga rättigheter och bioetik
- Europarådets arbete mot korruption
- CODEXTER, som koordinerar och tar fram åtgärder mot terrorism, t.ex. Europarådets konvention om förebyggande av terrorism.[10]
- Europarådets kommission för effektivisering av rättsväsendet (CEPEJ)
- Europeiska kommissionen mot rasism och intolerans
- Konventionen om it-brottslighet
- Europarådets konvention om bekämpande av människohandel
- Lanzarotekonventionen(mot sexuellt utnyttjande av barn)
- Europeiska stadgan om landsdels- eller minoritetsspråk
- Främjande av kulturellt samarbete genom den Europeiska kulturkonventionen och flera liknande konventioner.
- Europarådets konvention mot doping
- Främjande och kontroll av läkemedels kvalitet genom Europeiska direktoratet för läkemedelskvalitet och hälsovård

## Medlemskap

### Krav för medlemskap

Grundarstater
Senare tillkomna medlemmar
Tidigare medlemmar

För att en stat ska få bli medlem i Europarådet krävs det att staten
1. har ett demokratiskt styrelseskick,[11]
2. är en ”europeisk stat” – var Europas gränser går definieras dock inte – och
3. respekterar sina medborgares grundläggande mänskliga fri- och rättigheter.

### Medlemsstater
För närvarande finns 46 medlemsstater. När Europarådet bildades den 5 maj 1949 var det från början tio medlemsstater:
- Belgien
- Danmark
- Frankrike
- Irland
- Italien
- Luxemburg
- Nederländerna
- Norge
- Storbritannien
- Sverige

Senare har det tillkommit fler medlemsstater:
- Grekland (9 augusti 1949)
- Turkiet (9 augusti 1949)
- Island (9 mars 1950)
- Västtyskland, sedermera Tyskland (13 juli 1950)
- Österrike (16 april 1956)
- Cypern (24 maj 1961)
- Schweiz (6 maj 1963)
- Malta (29 april 1965)
- Portugal (22 september 1976)
- Spanien (24 november 1977)
- Liechtenstein (23 november 1978)
- San Marino (16 november 1988)
- Finland (5 maj 1989)
- Ungern (6 november 1990)
- Polen (29 november 1991)
- Bulgarien (7 maj 1992)
- Estland (14 maj 1993)
- Litauen (14 maj 1993)
- Slovenien (14 maj 1993)
- Slovakien (30 juni 1993)
- Tjeckien (30 juni 1993)
- Rumänien (7 oktober 1993)
- Andorra (10 oktober 1994)
- Lettland (10 februari 1995)
- Albanien (13 juli 1995)
- Moldavien (13 juli 1995)
- Nordmakedonien, tidigare Makedonien (9 november 1995)
- Ukraina (9 november 1995)
- Kroatien (6 november 1996)
- Georgien (27 april 1999)
- Armenien (25 januari 2001)
- Azerbajdzjan (25 januari 2001)
- Bosnien och Hercegovina (24 april 2002)
- Serbien och Montenegro (3 april 2003–5 juni 2006)
- Monaco (5 oktober 2004)
- Serbien (5 juni 2006) – efter att Montenegro bröt sig ur unionen med Serbien, fortsatte Serbien som medlem.[12]
- Montenegro (11 maj 2007)

### Europeiska stater som inte är medlemmar i Europarådet
- Kosovo – landet har inte erkänts av alla Europarådets medlemmar
- Belarus – landets regering har inte ansökt om medlemskap i Europarådet.
- Ryssland – medlem 28 februari 1996–16 mars 2022; medlemskapet suspenderades och avslutades efter Rysslands invasion av Ukraina 2022[5][6]
- Vatikanstaten – Heliga stolen har dock observatörsstatus